# صفحه نازکا

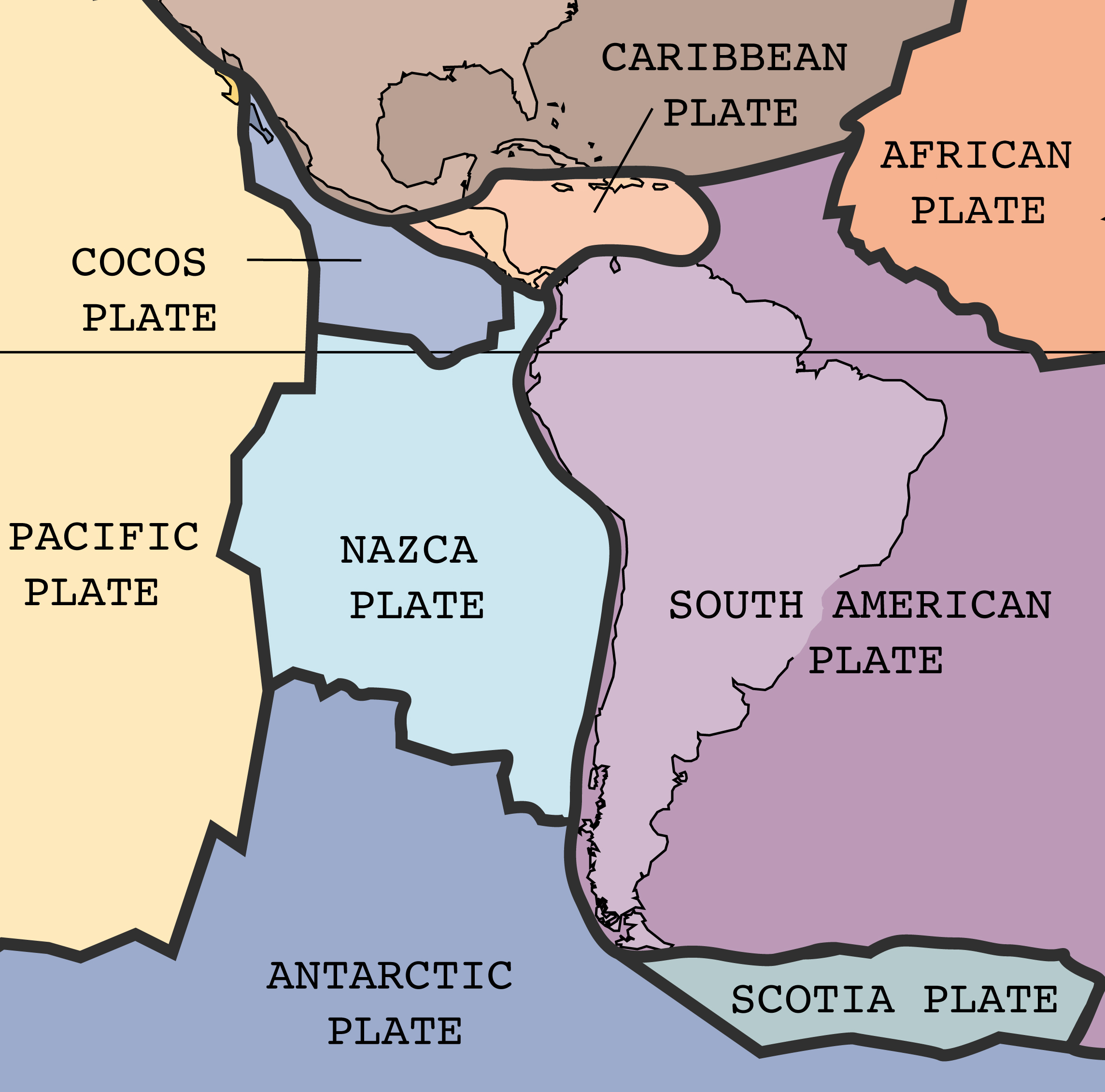
ورقه نازکا با رنگ نیلی نشان داده شده‌است.

ورقه نازکا در منطقه‌ای به‌نام نازکا واقع در کشور پرو قرار دارد. ورقه نازکا یک زمین‌ساخت در شرق اقیانوس آرام در حوضه سواحل غربی آمریکای جنوبی است. با فرورانش، ورقه نازکا به‌زیر ورقه آمریکای جنوبی فرو رفته‌است. حرکت ورقه ی نازکا در قسمت غربی که به ورقه ی اقیانوس آرام متصل است از نوع حرکات دور شونده می باشد.